# ونوس شعر
ونوس شعر (به اسپانیایی: La Venus de la poesía) یک نقاشی رنگ روغن از نقاش اسپانیایی، خولیو رومرو د تورس، است که در سال ۱۹۱۳ کشیده‌شده و اکنون در موزه هنرهای زیبای بیلبائو نگهداری می‌شود.
این نقاشی تمثیلی، خواننده اسپانیایی، راکوئل ملر را به همراه شوهرش انریکه گومس کاریو به تصویر کشیده‌است.